# Dauphinéské Alpy
Dauphinéské Alpy patří po masivu Mont Blanc k nejvýznamnějším horským skupinám Alp ve Francii. Představují rozlehlý horský prostor vysokých štítů, ledovců, jezer a alpských luk. Název pochází od historického území a provincie Dauphiné, odvozeného od zvláštního šlechtického titulu dauphin („delfín“). Na starších mapách většinou termín Dauphine nenajdeme. Oblast bývá nazývána Masiv Pelvoux nebo Masiv Ecrins. Dauphinéské Alpy patří k nejdivočejším horským systémům Alp. Díky značné strmosti, velkému převýšení, silnému zalednění a visutými ledovci působí dojmem nedostupnosti.

## Poloha
Dauphinéské Alpy od západu k severu vymezují řeky Rhôna, Isère, Arc, na východě řeky Valloirette, Guisane a Durance, na jihu Buech, Drôme (event. Eygues). Sever odděluje od masivu Vanoise údolí řeky Romanche.

## Geologické složení
Pohoří je součástí Vnějších krystalických Alp. Setkávají se zde pásma žuly, ruly, břidlic, gabra a vápenců.

## Členění
Dauphinéské Alpy se rozkládají na ploše 5300 km². Pohoří můžeme rozdělit na severní část Masiv du Soreiller, centrální oblast Ecrins a jižní část Créte de Dourmillouse s nejvyšším vrcholem Pic du Bonvoisin (3 560 m). Jižní části již nemají tak výrazný vysokohorský charakter a nenalézají se zde žádné ledovce.

K nejznámějším vrcholům Dauphinéských Alp patří nejjižnější Alpská čtyřtisícovka Barre des Écrins (4 102 m), která je zároveň nejvyšší horou pohoří. Dále La Meije a Mont Pelvoux. Ne severu území vynikají nápadné věže Les Aiguilles d´Arves a masiv Grandes Rousses s nejvyšší horou Pic de l´Etendard (3 238 m), který je vůbec nejzápadnější zaledněnou alpskou oblastí. Tyto hory již někdy nebývají řazeny k pohoří Dauphiné, neboť severní ohraničení vede podél řeky Romanche.

## Vrcholy
| - Barre des Écrins 4 102 m - La Meije 3 987 m - L’Ailefroide 3 954 m - Mont Pelvoux 3 946 m - Pic Sans Nom 3 915 m - Pic Gaspard 3 880 m - La Rateau 3 809 m - Grande Ruine 3 765 m - Pic Coolidge 3 756 m - Les Bans 3 670 m - Sommet des Rouies 3 634 m - Montagne des Agneaux 3 660 m - Aiguille du Plat de la Selle 3 596 m - Pic Bonvoisin 3 560 m - Aiguilles d'Arves 3 514 m - Pic Bayle 3 465 m - Pic d'Olan 3 564 m - Roche de la Muzelle 3 459 m - Sirac 3 438 m - Pic de la Pyramide 3 382 m - Pic Felix Neff 3 222 m - Vieux Chaillol 3 163 m - Tete de Vautisse 3 162 m - Grand Pinier 3 120 m - Pic de Parieres 3 050 m - Mourre Froid 2 996 m - Grand Pic de Belledonne 2 977 m - Rocherblanc 2 931 m - Taillefer 2 861 m - Tete de l'Obiou 2 793 m - Pic du Frene 2 810 m - Grand Ferrand 2 761 m - Pic de Bure 2 712 m |

## Turismus

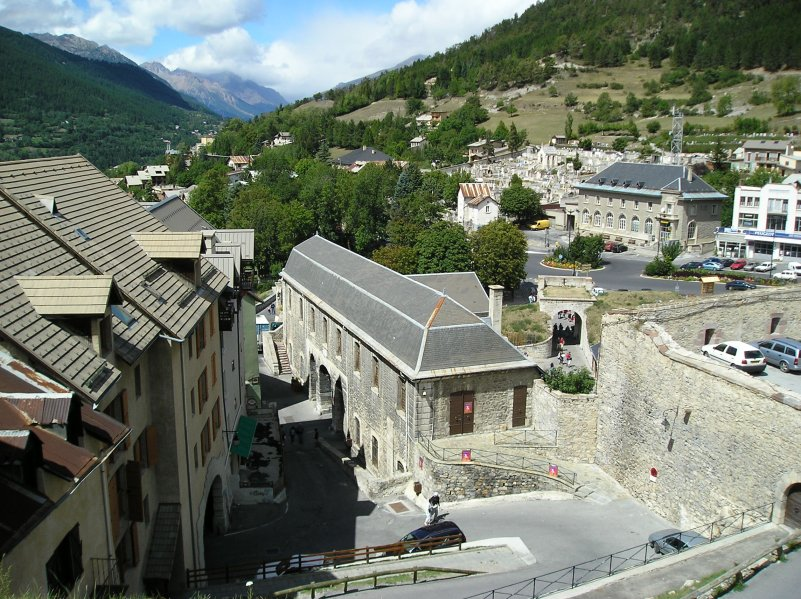
Briancon

Turisticky je pohoří dobře zpřístupněno. Hustá síť značených stezek vede i do značných výšek. Do pohoří zasahují čtyři velká údolí : Vénéon, Valloise, Valgaudemar a Valjouffrey. V severní části hor jsou známá lyžařská střediska l´Alpe-d´Huez a Les Deux-Alpes. Za návštěvu stojí město Briançon na východním okraji (pozoruhodný svým opevněním, jako atrakcí). Briançon je nejvýše položeným městem v Evropě. Na řece Durance a Ubaye je největší alpská přehradní nádrž Lac de Serre-Ponçon (30 km²). Turistům slouží celkem 32 horských chat, patřících většinou spolku C.A.F. Kempy nalezneme v místech La Berarde, Vallouise, Villar-Loubiere, Les Faures, Venosc a další.

## Ochrana přírody
V roce 1973 byl na poměrně rozlehlém území vyhlášen Národní park Ecrins o rozloze 91 740 ha. Důvodem byla ochrana alpské flory, fauny a výrazného vysokohorského reliéfu s množstvím jezer. Můžeme zde narazit na kamzíky, sviště, zajíce, orly skalní apod. Na území parku platí přísná pravidla, volné táboření je zakázáno. Správa národního parku sídlí v Gapu.